# Silvio Bircher
Silvio Bircher (* 25. September 1945 in Aarau, heimatberechtigt in Aarau und Küttigen) ist ein Schweizer Politiker (SP).

## Ausbildung und Beruf
Bircher studierte an der Universität St. Gallen Staats- und Wirtschaftswissenschaften. Nach dem Diplom (Lizentiat) arbeitete er als stellvertretender Leiter des Tagungszentrums Stapferhaus auf Schloss Lenzburg. Anschliessend war er als Chefredaktor der SP-Tageszeitung «Freier Aargauer» tätig. Später engagierte er sich in der Erwachsenenbildung. Bircher war Zentralpräsident der Naturfreunde Schweiz (1981 bis 1989), Präsident der Tour de Sol sowie Regionalpräsident von Coop-Nordwestschweiz. Nach 30-jähriger aktiver politischer Tätigkeit im Bund und im Aargau wirkt er seit 1999 als freier Publizist. Autor mehrerer politischer Bücher und Schriften und ständige Mitarbeit als Politexperte beim TV-Sender Tele M1. Während acht Jahren Mitglied des SBB-Verwaltungsrats. Ehrenamtlich als Stiftungsrat der Schweiz. Pfadfinderstiftung und Präsident des Vereins Wildpark Roggenhausen tätig. Der Bundesrat wählte ihn 2003 als Vizepräsident des Fonds Landschaft Schweiz.

## Politische Laufbahn
Bircher war zuerst von 1969 bis Ende 1979 im Grossen Rat des Kantons Aargau tätig und wurde per 26. November 1979 in den Nationalrat gewählt, dem er bis Ende Mai 1993 angehörte. Als eidg. Parlamentarier engagierte er sich in der Aussen-, Wirtschafts- und Umweltpolitik und erreichte mit einer Parlamentarischen Initiative die Einführung des 100-Franken-Bahn-Halbtaxabonnements. Mit einer weiteren Parlamentarischen Initiative gab er den Anstoss zur Abschaffung der sog. Kantonsklausel bei Bundesratswahlen, wonach pro Kanton nur je ein Mitglied gleichzeitig der Landesregierung angehören durfte. Auch setzte er sich für die Realisierung der Dampfbahn Furka-Bergstrecke und den Landschaftsschutz ein. EFTA-Kommissionspräsident beider eidg. Räte. Am 6. Dezember 1992 folgte die Wahl in den Regierungsrat, dem er bis Ende 1998 angehörte. Regierungspräsident (Landammann) 1996/97. Als Regierungsrat schuf Bircher in seinem Departement mehrere Grundlagen für die Modernisierung der kantonalen Strukturen, so mit der Revision des Finanzausgleichs, der Justizgesetze, des Wirtschaftsgesetzes, des Ausländerrechts, einem neuen Gefängniskonzept, der Einführung regionaler Arbeitsvermittlungszentren (RAV). Er vertrat den Aargau in der Volkswirtschaftsdirektoren- sowie der Justiz- und Polizeidirektorenkonferenz. Seit 1999 als politischer Kommentator und Autor tätig.

## Privates
Bircher ist mit der Künstlerin Béatrice Bircher-Müller verheiratet und hat zwei Kinder.

## Schriften
- Politische Parteien im Aargau: Von den Anfängen bis zur Gegenwart. In: Argovia 2018, Jahresschrift der Historischen Gesellschaft des Kantons Aargau. Verlag Hier und Jetzt, Baden 2018, ISBN 978-3-03919-456-8.
- Nah am Zeitgeschehen. Zofingen 2014, ISBN 978-3-033-04768-6.
- Wahlkarussell Bundeshaus: umstrittene Bundesratswahlen und Schweizer Politik. Baden [etc.]: AT-Verlag, Baden [u. a.] 2007, ISBN 978-3-03800-327-4.
- Politik und Volkswirtschaft des Aargaus: Eine Staats- und Wirtschaftskunde für jedermann. Aarau AT-Verlag, 1979, ISBN 3-85502-056-6.
- Europa und wir. In: Ausgabe 2 von Der Berufsschüler. Verlag für Berufsbildung Sauerländer, 1981, ISSN 0378-6927 (32 Seiten).
- Für eine neue Arbeitsmarktpolitik. In: Die Volkswirtschaft 10/97, Eidg. Volkswirtschaftsdepartement, Bern 1997, ISSN 1011-386X.
- Berufsbildung im Umbruch – oder im Spannungsfeld zwischen Bund und Kantonen. In: Aufklärung bis in die Niederungen – Politik im Schweizer Mittelland. Aarau 1993, ISBN 3-85502-490-1.
- Das Beispiel Pestalozzi. Stapferhaus-Texte, Lenzburg 1997.
- Kantonsfusionen als Zukunftsproblem des Föderalismus. In: Föderalismus hat Zukunft. NHG, Verlag Sauerländer, Aarau / Frankfurt a. Main 2002, ISBN 978-3-7253-0916-0.
- Neue Kräfteverhältnisse unter den Parteien. In: Helvetische Un-Gewissheiten. NHG, Verlag Rüegger, Zürich/Chur 2009, ISBN 3-0345-0024-6.
- SPS-Thesen für einen umweltgerechten Verkehr / Silvio Bircher, Präsident der SPS-Verkehrskommission. Schrift der Sozialdemokratischen Partei der Schweiz, Bern 1989.
- Absage zur Privatisierung im Strafvollzug. In: Schweiz. Juristenzeitung 14/1997, Zürich 1997.
- Der Wildpark Roggenhausen – «Schönster Hirschpark der Schweiz». Aarau 2014, ISBN 978-3-033-04355-8.